# Melocactus glaucescens

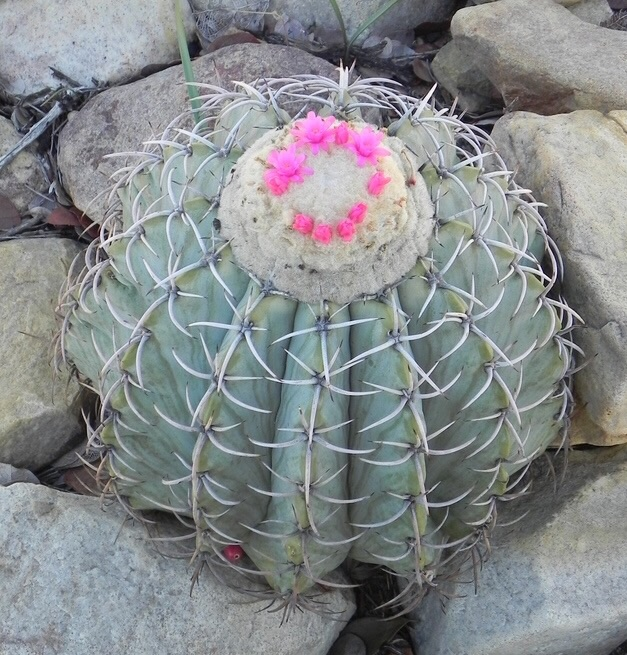
Melocactus glaucescens blühend im Habitat

Melocactus glaucescens ist eine Pflanzenart aus der Gattung Melocactus in der Familie der Kakteengewächse (Cactaceae). Das Artepitheton glaucescens leitet sich von den lateinischen Worten glaucus für ‚blaugrün‘ sowie -escens für ‚werdend‘ ab und verweist auf die Farbe der Triebe der Art.

## Beschreibung
Melocactus glaucescens wächst mit niedergedrückt kugelförmigen bis pyramidalen Körpern, die Wuchshöhen von 13 bis 18 Zentimetern und Durchmesser von 14 bis 24 Zentimetern erreichen. Die Körper sind anfangs intensiv glauk und hell bläulichgrün. Sie werden später hell graugrün. Es sind 8 bis 15 Rippen vorhanden, die an ihrer Basis sehr breit sind. Die graugrün übertönten braunen Dornen haben eine schwärzliche Spitze. Die 1 bis 2 aufsteigenden, aufwärtsgebogenen Mitteldornen, die auch fehlen können, erreichen eine Länge von 1,1 bis 2,5 Zentimetern. Die 5 bis 8 geraden bis gebogenen Randdornen sind zwischen 1,1 und 2,5 Zentimeter lang.
Das Cephalium wird bis 10 Zentimeter hoch und erreicht einen Durchmesser von 6 bis 7,5 Zentimetern. Seine Borsten sind unter der dichten, cremeweißen Wolle verborgen.
Die fliederfarbenen Blüten sind bis 2,5 Zentimeter lang und weisen Durchmesser von 1,6 Zentimeter auf. Die manchmal abgeflachten Früchte sind tiefrot und 1 bis 1,6 Zentimeter lang.

## Verbreitung, Systematik und Gefährdung
Melocactus glaucescens ist im brasilianischen Bundesstaat Bahia verbreitet.
Die Erstbeschreibung erfolgte 1972 durch Albert Frederik Hendrik Buining und Arnold J. Brederoo.
Melocactus glaucescens wird in Anhang I des Washingtoner Artenschutz-Übereinkommen geführt. In der Roten Liste gefährdeter Arten der IUCN von 2002 wurde sie als „Critically Endangered (CR)“, d. h. vom Aussterben bedroht eingestuft. Im Jahr 2013 wird die Art als „Endangered (EN)“, d. h. als stark gefährdet geführt.

## Nachweise